# Balúčistánská osvobozenecká spojená fronta
Balúčistánská osvobozenecká spojená fronta (BOSF) je balúčská vojenská organizace v Pákistánu. Stala se známou po únosu amerického pracovníka UNHCR Johna Soleckeho z Kvéty 2. února 2009. BOSF žádal propuštění tisíců uvězněných balúčských nacionalistů, kteří byli zadržováni pákistánskou vládou od balúčského povstání. Skupina nakonec Soleckeho propustila 4. dubna 2009 z humanitárních důvodů ačkoliv nebyly její požadavky splněny. Veterán balúčských nacionalistů Khair Bakhsh Marri požadoval po BOSF, aby Soleckeho propustila. Řekl, že útok na hosty není užitečný ve věci Balúčského strádání.
BOSF potvrdila útok z 25. října 2009, při kterém zabila Shafiqa Ahmeda Khana, ministra školství Provincie Balúčistán.
O BOSF existuje pouze málo informací, ale věří se, že vznikly z kádrů balúčské studentské organizace.